# Tapinothelella laboriosa
Genre
Espèce
Tapinothelella laboriosa, unique représentant du genre Tapinothelella, est une espèce d'araignées aranéomorphes de la famille des Pisauridae.

## Distribution
Cette espèce est endémique du Cap-Occidental en Afrique du Sud,.

## Description
La femelle holotype, une subadulte, mesure 4 mm.

## Publication originale
- Strand, 1909 : Spinnentiere von Südafrika und einigen Inseln gesammelt bei der deutschen Südpolar-Expedition. Deutsche Südpolar-Expedition 1901-1905. Berlin, vol. 10, no 5, p. 541-596 (texte intégral).